# Kalobittacus masoni
Kalobittacus masoni is een schorpioenvliegachtige uit de familie van de hangvliegen (Bittacidae). De wetenschappelijke naam van de soort is voor het eerst geldig gepubliceerd door Byers in 1994.
De soort komt voor in Mexico (Veracruz).